# Бэг Энд

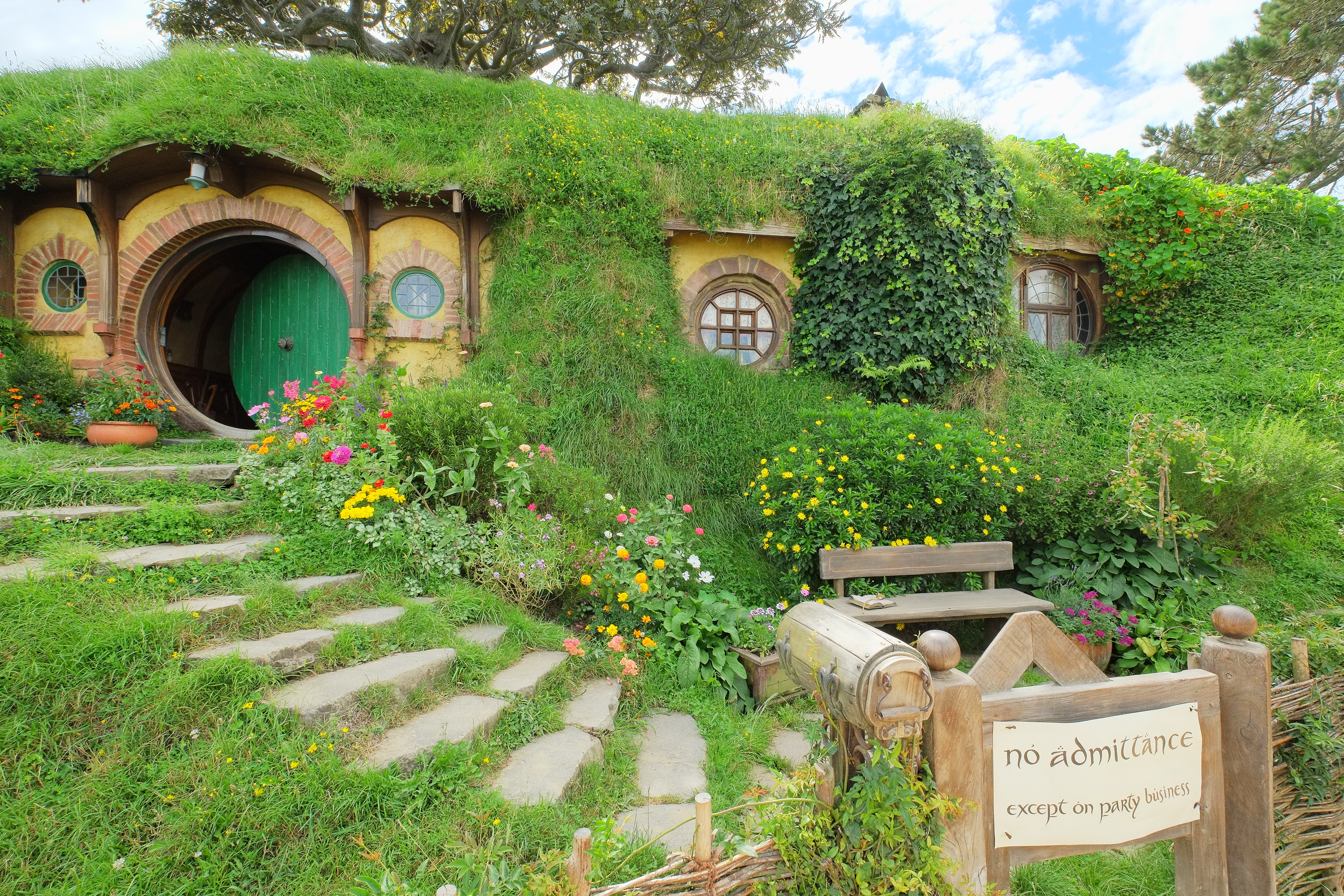
Бэг Энд, изображённый в кинотрилогии «Властелин колец» Питера Джексона

Цветная иллюстрация Толкина The Hill: Hobbiton-across-the-Water 1938 года, на которой изображён Хоббитон

Бэг Энд (англ. Bag End) — подземное жилище хоббитов Бильбо и Фродо в Хоббитоне, Шир, описанное в повести «Хоббит, или Туда и обратно» и в романе «Властелин колец» английского писателя Джона Р. Р. Толкина. Бэг Энд олицетворяет знакомое, безопасное и комфортное место, которое противопоставляется опасному миру «снаружи», в который хоббиты отправляются в своих странствиях. Отсюда и Бильбо, и Фродо начинают свои путешествия по Средиземью, сюда же они возвращаются по их завершении. Таким образом, Бэг Энд открывает и замыкает основные сюжетные линии и в «Хоббите», и во «Властелине колец».
Сам Джон Р. Р. Толкин описывал себя как «хоббита» во всём, кроме размеров. По мнению исследователей его творчества, Бэг Энд был образом идеального дома в представлении Толкина, отражая главные черты его характера. Режиссёр Питер Джексон для кинотрилогии «Властелин колец» построил тщательно продуманную съёмочную площадку Хоббитона, включавшую в себя Бэг Энд.

## Описание

### Дж. Р. Р. Толкин

Зал Бэг Энд, резиденция господина Б. Бэггинса: иллюстрация Дж. Р. Р. Толкина, на котором изображён передний зал Бэг Энд с предметами XX века, включая настенные часы и барометр

Повесть «Хоббит, или Туда и обратно» начинается с «одной из самых известных в литературе» фраз:
Жил-был в норе под землей хоббит. Не в какой-то там мерзкой грязной сырой норе, где со всех сторон торчат хвосты червей и противно пахнет плесенью, но и не в сухой песчаной голой норе, где не на что сесть и нечего съесть. Нет, нора была хоббичья, а значит — благоустроенная
Главные герои произведений «Хоббит» и «Властелин колец», Бильбо Бэггинс и Фродо Бэггинс, жили в Бэг Энд, роскошном «смиале» (англ. smial) или хоббичьей норе (англ. Hobbit-burrow), вырытой под холмом в северной части городка Хоббитон, который находился в Западной четверти (англ. Westfarthing) Шира. Сам Дж. Р. Р. Толкин сделал несколько рисунков Хоббитона и жилища Бэг Энд. На цветной иллюстрации «Холм: Хоббитон за рекой» (англ. The Hill: Hobbiton-across-the Water) показана возвышенность, под которой находится Бэг Энд, ведущая к нему дорога и окружающая сельская местность с лугами и деревьями. Также есть карандашные и чернильные рисунки, на которых можно увидеть Бэг Энд, включая его архитектуру и местоположение.

Ещё на одной иллюстрации Толкина «Зал Бэг Энд, резиденция господина Б. Бэггинса» (англ. The Hall at Bag-End, Residence of B. Baggins Esquire) изображен интерьер переднего зала, включающий предметы XX века, в том числе настенные часы и барометр. Часы упоминаются во второй главе повести «Хоббит». Барометр упоминается в черновиках «Хоббита».

### Питер Джексон

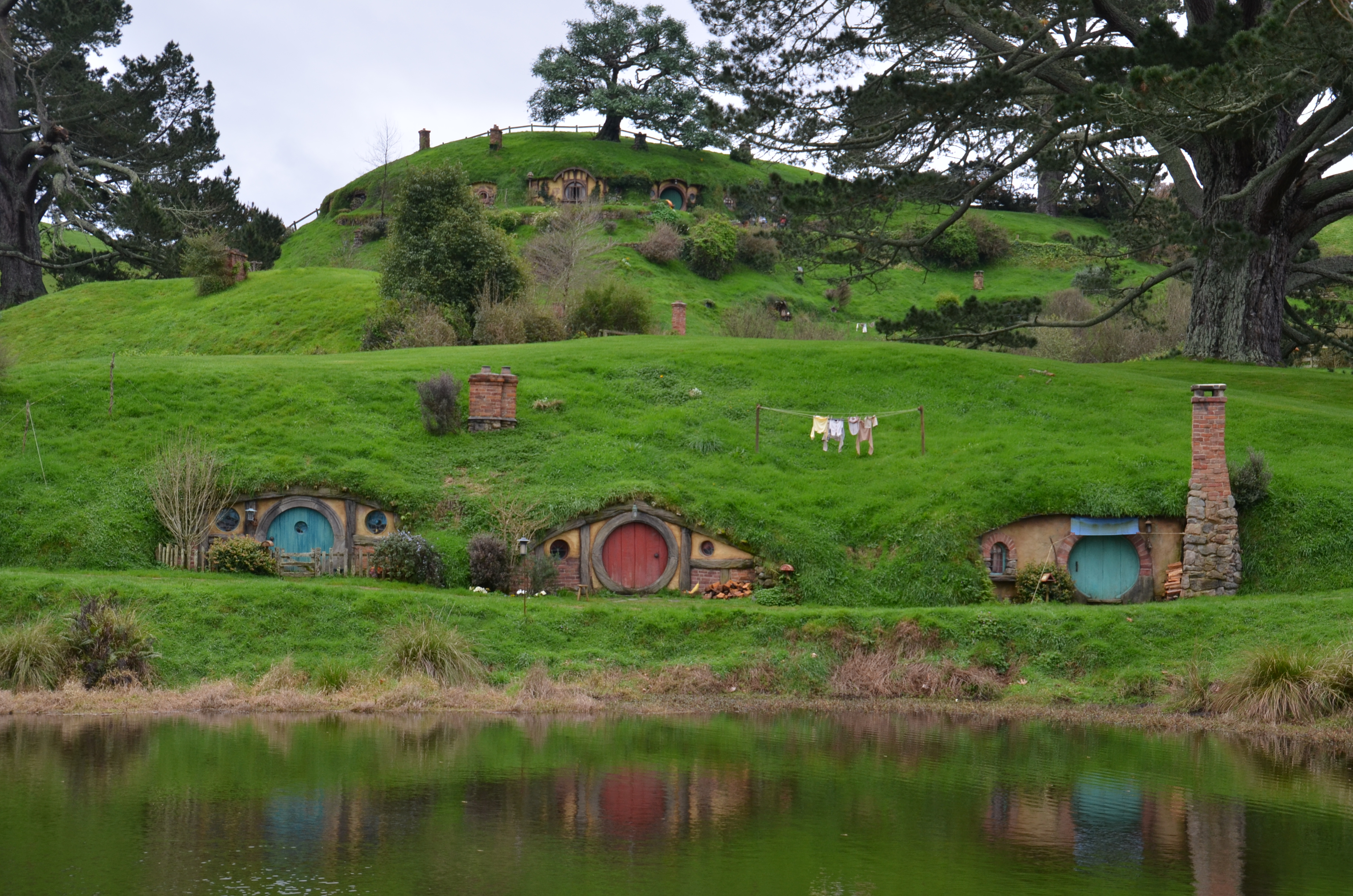
Холм и Хоббитон у воды, созданные для съёмок фильмов Питера Джексона

Режиссёр Питер Джексон для кинотрилогии «Властелин колец» построил тщательно продуманную съёмочную площадку Хоббитона на овечьей ферме вблизи Матаматы в Новой Зеландии. Были возведены хоббичьи норы, водяная мельница, таверна «Зелёный дракон» и сам Бэг Энд на небольшом холме с маленьким садом. Сам Джексон заявил: «Было такое ощущение, что, если открыть круглую зелёную дверь Бэг Энд, внутри можно найти Бильбо».
Чед Чисхолм и его коллеги, делая обзор на фильм Джексона «Хоббит: Нежданное путешествие» для журнала Mallorn, отметили, что Джексон создал юмористическую сцену, в которой «грубые» гномы «врываются в чистый аккуратный дом Бильбо и наводят порядок в его кладовой», тем самым обеспечивая «комичное облегчение» перед грозящими им в путешествии опасностями.

## Анализ

### Прототипы в реальном мире

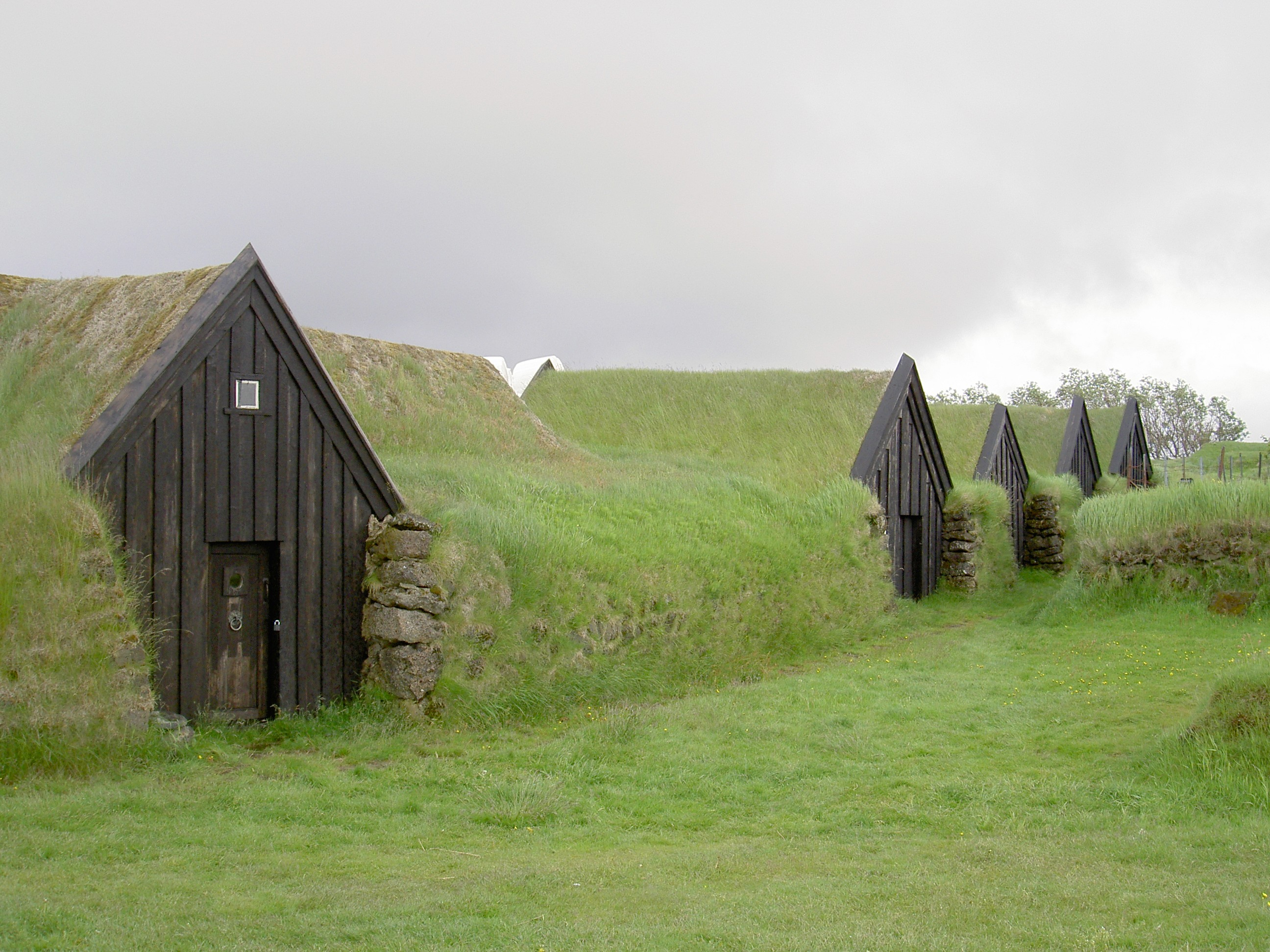
Покрытые дёрном дома в Келдуре, Исландия

«Бэг Энд» — реально существовавшее в эпоху Тюдоров название дома, принадлежавшего тёте Толкина Джейн Нив в деревне Дормстон (графство Вустершир).
Стивен Вудворд и Костис Курелис предположили, что Толкин мог позаимствовать идею о хоббичьих норах из исландских домов, покрытых дёрном, расположенных, например, в Келдуре (регион Сюдюрланд).

### Архитектура как отражение характера
Дж. Р. Р. Толкин писал: «На самом деле я хоббит». Исследователи его творчества соглашаются в том, что у писателя были черты характера, которые можно охарактеризировать как «хоббичьи», включая любовь к вкусной еде, садовничеству, курению трубки и в целом к жизни в собственном комфортном доме. Бэг Энд у Толкина был тем местом, где, по мнению Томаса Хонеггера, «большинство читателей испытывают сильное искушение надеть воображаемые тапочки и приступить к поеданию торта за чашкой чая». Хонеггер отметил, что место действия играет ключевую роль во «Властелине колец», а функцией безопасных хоббичьих нор было указание на характер «хол-битланов» (hol-bytlan, жители нор), «укоренившихся на одном месте существ с крепко сформированным отвращением к путешествиям за пределы Шира». Для них, по мнению Хонеггера, «путешествия за границу равнозначны приключениям». Это подтверждается цитатой из Бильбо: «Мы простой мирный народ, приключений не жалуем. Бр-р, от них одно беспокойство и неприятности! Ещё, чего доброго, пообедать из-за них опоздаешь!».
Лингвист Джозеф Райт в «Словаре английских диалектов (1898—1905) упомянул слово hobman (один из источников слова „хоббит“) и уточнил: „каждый эльф или хобман имел своё жилище, которому он давал собственное имя“. Майкл Ливингстон предположил, что из такого описания легко можно выдумать „человекоподобного друга эльфов, живущего в норе Бэг Энд хоббита мистера Бэггинса“, нанятого гномами „для совершения воровства“.

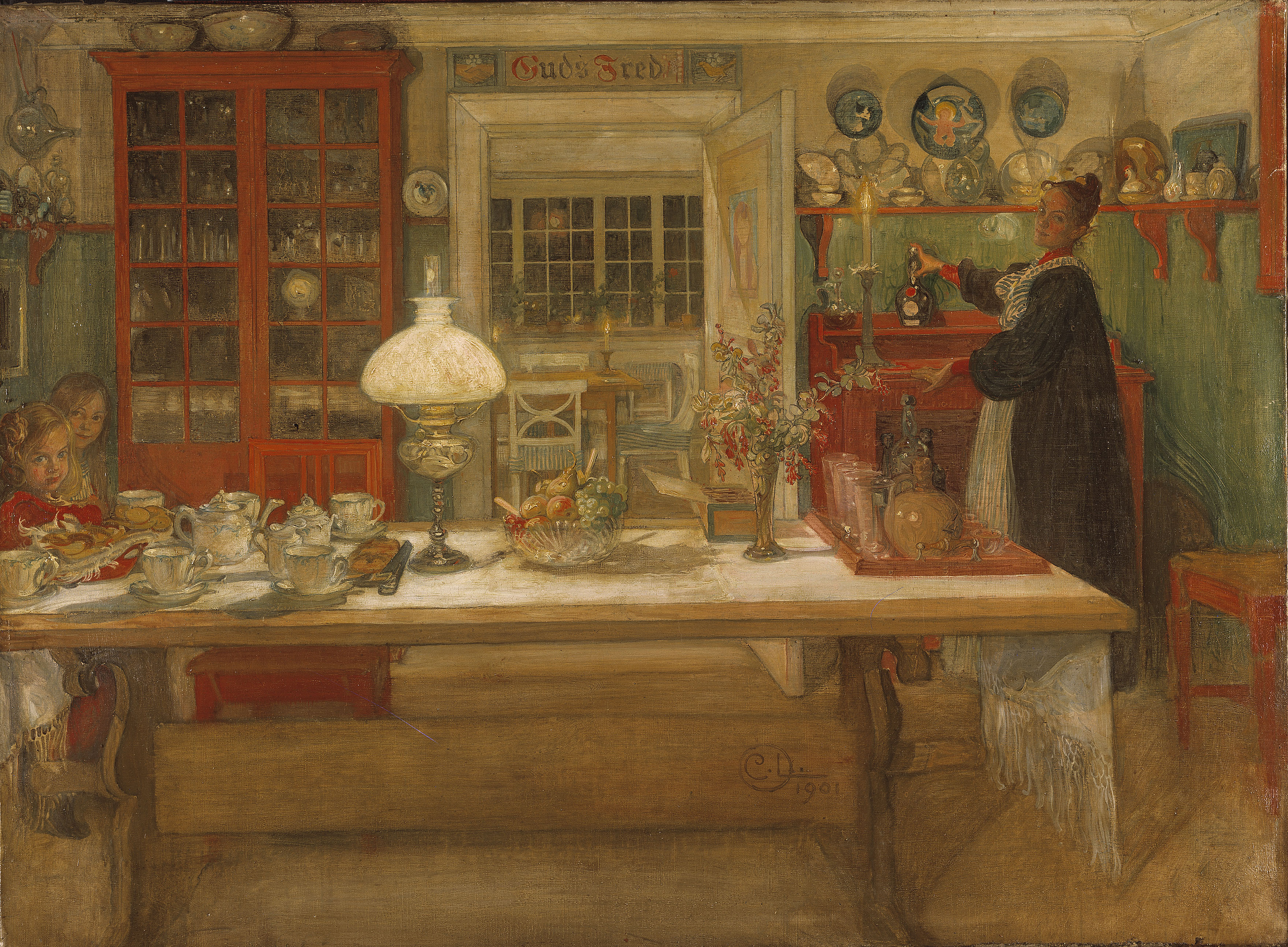
Уютный интерьер: шведский художник Карл Ларссон изобразил дом, вдохновлённый движением „Искусства и ремёсла“ на картине 1901 года; Джоанна Брук предположила, что Бэг Энд был создан в таком же стиле

Джоанна Брук в журнале Journal of Tolkien Research отметила, что о характере Бильбо Бэггинса (как и о характере хоббитов в целом) можно судить по архитектуре его жилища. По её мнению, Бэг Энд вдохновлён движением „Искусства и ремёсла“ и идеями Уильяма Морриса о художественном превосходстве изделий ручного ремесла над продуктами промышленного производства. Обшитые панелями стены, плитка и ковры могли, по мнению Брук, быть созданными мебельной фирмой Morris & Co., а большая и богато обставленная нора означала, что Бильбо принадлежал к среднему классу. Местоположение жилища на вершине холма в Хоббитоне также „демонстрировало физическое и социальное превосходство над другими владельцами нор“, что подтверждается словами Толкина из пролога к „Властелину колец“ о том, что подходящие места для этих больших и разветвлённых туннелей „не везде можно было найти“.
Брук также процитировала Толкина, утверждавшего, только „самые богатые и самые бедные“ хоббиты могли продолжать традицию своих предков по проживанию в норах: бедные жили в „примитивных“ норах, с только одним окном или даже без окна, а Бэг Энд, наоборот, был большой норой, лучшие комнаты которой имели большие круглые окна. Брук отметила, что это также видно на иллюстрации Толкина The Hill: Hobbiton-across-the-Water: у Бэг Энд несколько окон, а у нор хоббитов ниже по склону окон меньше. Другие признаки богатства и класса включают такие удобства викторианской эпохи как столовые, многочисленные кладовые и гардеробные. Всё это, по мнению Брук, указывало на то, что владелец Бэг Энд любит роскошь и комфорт и слегка тщеславен. При этом вешалки для размещения множества шляп и плащей означают, что для хозяина жилища важно принимать гостей. Брук цитирует Морриса, считавшего, что „рабочий человек не может позволить себе жить в доме, спроектированным архитектором; кроличьи лабиринты среднего размера предназначены для богатых людей среднего класса“. „Кроличьи лабиринты“, по мнению Брук, очень подходят по описанию к Бэг Энд.

Бэг Энд в разрезе в изображении картографа Карен Уинн Фонстад, включающий множество комнат, кладовых и каминов

Картограф Карен Уинн Фонстад в своей книге „Атлас Средиземья“ нарисовала план Бэг Энд, включающий множество комфортных комнат, кладовых и каминов, на основании описаний, данных Толкином в „Хоббите“ и „Властелине колец“. В её версии Бэг Энд занимает 130 футов (40 метров) в длину и до 50 футов (15 метров) в ширину, врезаясь в холм. По мнению Томаса Хонеггера карты Фонстад способствовали тому, что Средиземье „задышало собственной жизнью“.

### Только один выход
Филолог и исследователь Толкина Том Шиппи отметил, что „Бэг Энд“ является прямым переводом французского cul-de-sac („тупик“ или „дно сумки“). Слово cul-de-sac было порождено британским снобизмом, так как „снобы минувших времён смутно чувствовали, что английские слова со времен Нормандского завоевания“ звучат „как-то неблагородно“ и что „всё французское или хотя бы офранцуженное куда изящнее“». В Англии для обозначения того же самого используется слово dead end («тупик», дорога с только одним выходом), во Франции — слово impasse.
Странствия Бильбо и Фродо интерпретируются как «ограниченные путешествия», которые начинаются и кончаются в Бэг Энд. Согласно Дону Ди Элгину, «Походная песня», которая в разных формах поётся героями книги «Властелин колец», является «песней о дорогах, которые идут и идут вдаль, пока наконец не вернут [путника] к знакомым ему вещам, которые он всегда знал». Таким образом формируются сюжетные линии «Хоббита» и «Властелина колец», когда после дальних странствий хоббиты возвращаются в Бэг Энд.

### Самое желанное жилище

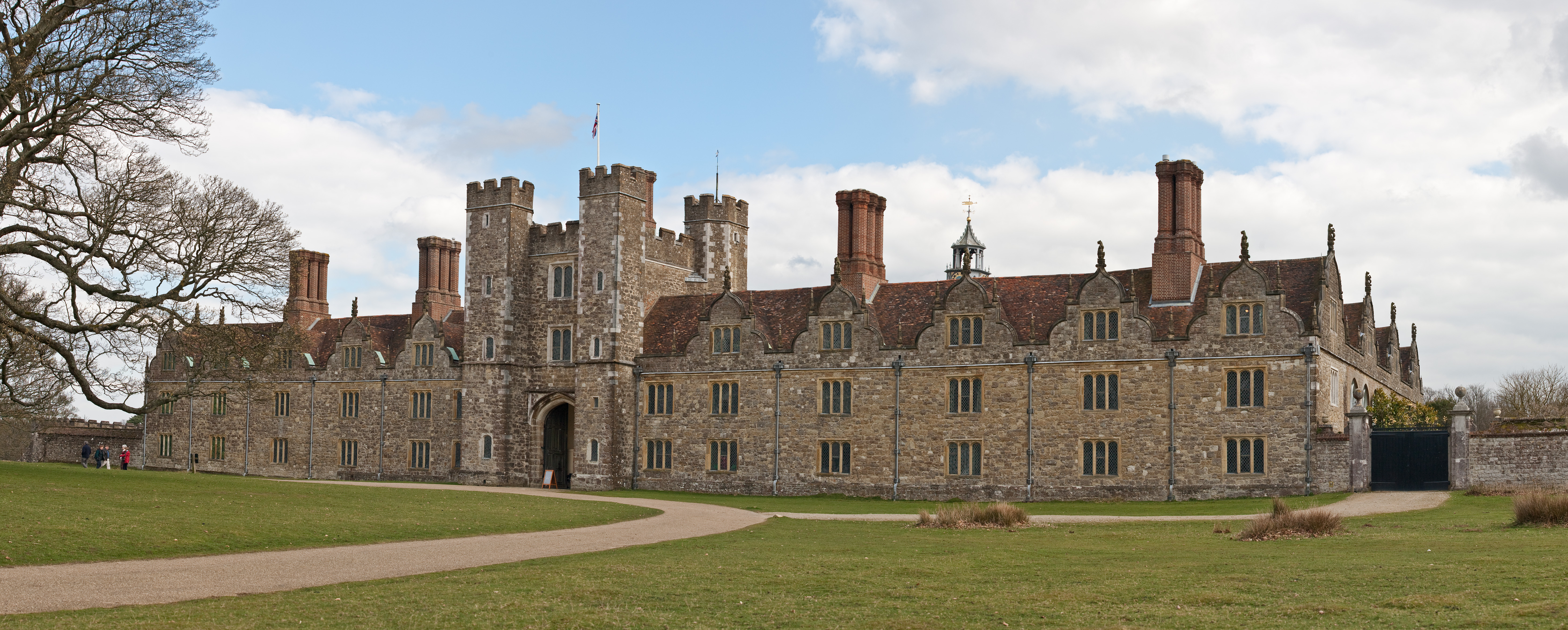
Желание Лобелии Саквилль-Бэггинс заполучить Бэг Энд сравнивали со стремлением Виты Сэквилл-Уэст заполучить Ноул-хаус (на иллюстрации)

Журналист Мэттью Деннисон сравнил Лобелию Саквилль-Бэггинс и её страстное желание заполучить Бэг Энд с аристократкой со схожим именем — Витой Сэквилл-Уэст, которая также страстно желала жить в своём семейном доме Ноул-хаус, который она не смогла получить по наследству. Вита Сэквилл-Уэст стала известной писательницей и поэтессой, а к моменту первой публикации «Властелина колец» она была колумнисткой газеты «Обсервер», пишущей заметки о садоводстве. Деннисон заметил, что лобелия — это садовый цветок, и что читатели 1950-х годов могли легко сопоставить персонажа книги Толкина и известную садовницу.
Том Шиппи отметил, что Бэггинсы и Саквилль-Бэггинсы являются «взаимосвязанными противоположностями»: так, Бильбо превращается из буржуа во взломщика (его нанимают гномы для того, чтобы проникнуть в Эребор, захваченный драконом Смаугом). Саквилль-Бэггинсы являются «снобистской веткой» семьи Бэггинсов и филологической шуткой, чья французская форма фамилии «обуржуазивает» её носителей.
| Свойство            | Бильбо Бэггинс       | Лобелия Саквилль-Бэггинс |
| ------------------- | -------------------- | ------------------------ |
| Манеры              | Простота             | Снобизм                  |
| Роль в истории      | Взломщик             | Буржуа                   |
| Язык                | Английский (диалект) | Офранцуженный            |
| Нет сквозной дороги | Бэг Энд              | Куль-де-сак              |
| Бэг Энд             | Владелец, житель     | Претендент               |

### Противопоставление далёким землям

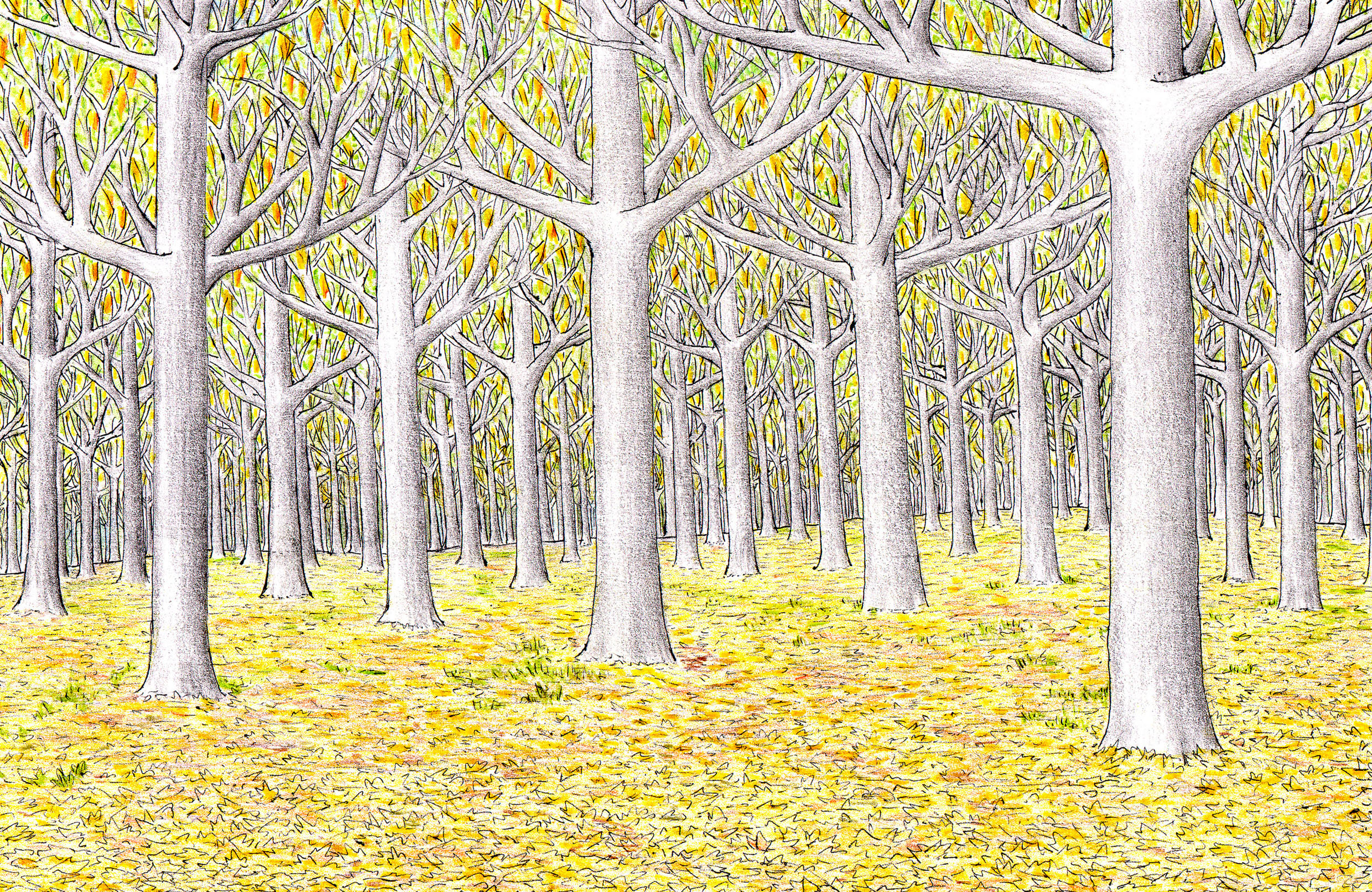
Лотлориэн (в изображении художника Матея Чадила) противопоставляется Бэг Энд: «воздушная поляна в лесу, залитая солнечным светом, вызывающая ощущение защищённой открытости»

Историк Джозеф Локонт отметил наличие контраста между светлым и безмятежным жилищем Фродо и тёмным индустриализированным Изенгардом, жилищем падшего волшебника Сарумана. Локонт сравнил этот контраст с другим, описанным в книге друга Толкина Клайва Стейплза Льюиса «Лев, колдунья и платяной шкаф», где приятный, но скромный дом мистера Бобра и миссис Бобрихи противопоставлен богатому, но бездушному ледяному дворцу Белой колдуньи. По мнению Локонта, оба автора попытались «привнести в массовое воображение христианское видение надежды в наш мир, страдающий от сомнений и крушения иллюзий».
Томас Хонеггер указал на другой контраст: между Бэг Энд, изображённым на иллюстрации Толкина The Hall at Bag End в виде «уютного, но узко ограниченного пространства хоббичьей норы на фоне такого же аккуратного и чёткого ландшафта Шира на заднем плане», и изображением Лотлориэна, являющимся «воздушной поляной в лесу, залитой солнечным светом и вызывающей ощущение защищённой открытости». Если Шир — это «уединённая захолустная мелкобуржуазная идиллия», то Лотлориэн — это «трансцендентальная, идеалистическая идиллия». Также Хонеггер отметил противопоставление комфортных обустроенных хоббичьих нор Шира дикой, неосвоенной природе Старого леса, идиллического Ривенделла, а также Мории — «земле обетованной» для гномов. Подобные контрасты можно найти не только в пространстве, но и во времени: так, Хонеггер отмечает, что Бэг Энд и Шир являются анахронизмами в настоящем времени, а Старый лес, Ривенделл и Лотлориэн позволяют читателю взглянуть на давно минувшее прошлое.
| Бэг Энд, Шир                       | Бэг Энд, Шир | Отдалённое место | Отдалённое место                            | Отдалённое место |
| Качество                           | Время        | Имя              | Качество                                    | Время            |
| ---------------------------------- | ------------ | ---------------- | ------------------------------------------- | ---------------- |
| Домашнее, узко ограниченное        | В настоящем  | Лес Лотлориэн    | Защищённая открытость                       | В прошлом        |
| Уединённая мелкобуржуазная идиллия | В настоящем  | Лес Лотлориэн    | Трансцендентальная, идеалистическая идиллия | В прошлом        |
| Комфортный, культурный             | В настоящем  | Старый лес       | Дикая природа                               | В прошлом        |
| Комфортный, культурный             | В настоящем  | Ривенделл        | Идиллия                                     | В прошлом        |
| Комфортный, культурный             | В настоящем  | Мория            | Земля обетованная для гномов                | В прошлом        |

### Странности
В Бэг Энд приходят странные гости, например, Гэндальф с компанией гномов (Торин, Балин и компания). Мельник из Хоббитона Тед Сэндимен назвал Бэг Энд «странным местом», а его посетителей — «чудаками». Бильбо и Фродо также казались странными хоббитами для остальных жителей Хоббитона. Бильбо считался «очень богатым и очень эксцентричным», во многом из-за того, что он, казалось, совершенно не стареет, а также из-за своего дальнего путешествия за пределы Шира, из которого он вернулся другим. Дэвид Лафонтейн в журнале The Gay and Lesbian Review Worldwide заметил, что Бильбо — «закоренелый холостяк», который ни разу не был замечен в «романтической связи» с какой-либо женщиной, и всё время жил в одиночестве в «роскошной» обстановке, а Бэг Энд «иллюстрирует художественную чувствительность хоббита». По мнению Лафонтейна, Толкин восхищается «нетрадиционным образом жизни» Бильбо и «практически завидует ему». Лафонтейн полагает, что «странность» (англ. queerness, в XXI веке термином «квир» стали называть членов ЛГБТ-сообщества) можно понимать как описание гомосексуального мужчины.

## Комментарии
1. ↑  Во Франции всё же иногда используют слово un cul-de-sac.
2. ↑  Шиппи отмечает, что фамилия "Baggins" похожа на диалектные слова bæggin, bægginz, употребляемые в Хаддерсфилде (Йоркшир)[26][27]